# 기술적 실업

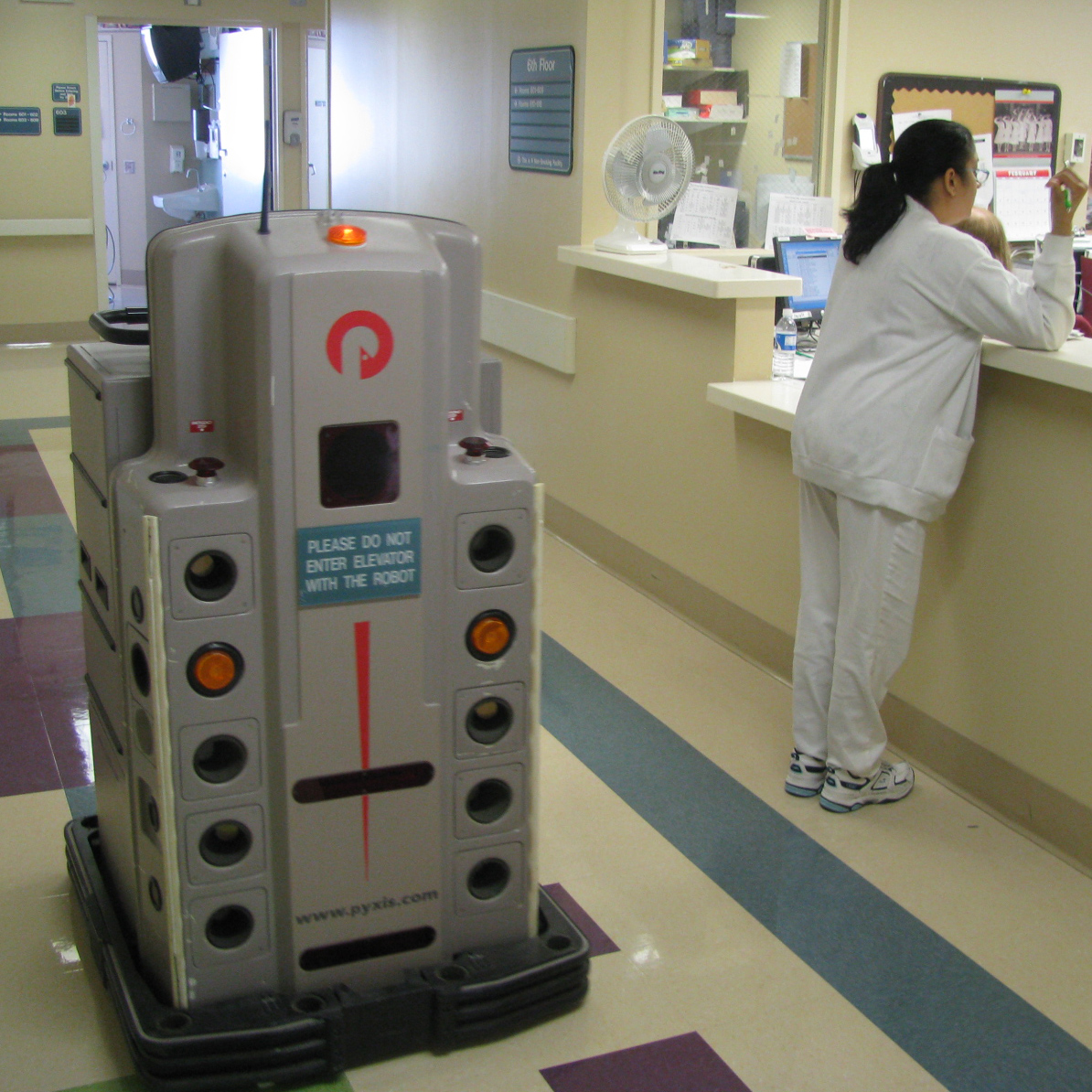
2008년 미국 산호세의 굿 사마리탄 병원에서 약국 로봇이 간호사 스테이션으로 의약품을 운반하는 모습: 21세기에 로봇은 제조뿐만 아니라 의료와 같은 서비스업에서도 역할을 수행하기 시작했다.

기술적 실업은 기술 변화로 인해 일자리가 사라지는 것을 의미하는 용어이다. 이는 구조적 실업의 주요 유형이다. 기술 변화는 일반적으로 노동력을 절감하는 "기계-근육" 장치 또는 더 효율적인 "기계-정신" 과정(자동화)의 도입을 포함하며, 이러한 과정에서 인간의 역할은 최소화된다. 말이 자동차로 인해 운송 수단으로서, 트랙터로 인해 노동자로서 점차 쓸모없게 된 것처럼, 인간의 일자리도 근대사 내내 영향을 받아왔다. 역사적 예시로는 장인 직조공들이 기계화된 직조기의 도입으로 인해 빈곤에 시달린 경우가 있다. 제2차 세계 대전 중에는 봄브 해독기가 수천 인년의 작업을 몇 시간 만에 수행했다. 기술적 실업의 현대적 예시로는 셀프 서비스 계산대와 무인점포로 인해 소매점 계산원들이 대체되는 경우가 있다.
기술 변화가 단기적인 일자리 손실을 유발할 수 있다는 점은 널리 받아들여진다. 하지만 장기적으로 실업률을 영구적으로 증가시킬 수 있다는 견해는 오랫동안 논란의 대상이었다. 기술적 실업 논쟁에 참여하는 사람들은 크게 낙관론자와 비관론자로 나눌 수 있다. 낙관론자들은 혁신이 단기적으로 일자리에 혼란을 줄 수 있지만, 다양한 보상 효과로 인해 일자리에 장기적으로 부정적인 영향이 없다고 주장하는 반면, 비관론자들은 적어도 일부 상황에서는 새로운 기술이 고용된 전체 노동자 수의 지속적인 감소로 이어질 수 있다고 주장한다. "기술적 실업"이라는 용어는 존 메이너드 케인스가 1930년대에 대중화했는데, 그는 이를 "일시적인 부적응 단계에 불과하다"고 말했다. 기계가 인간 노동을 대체하는 문제는 적어도 아리스토텔레스 시대부터 논의되어 왔다.
18세기 이전에는 엘리트와 평민 모두 일반적으로 기술적 실업에 대해 비관적인 견해를 가졌다. 근대 이전 역사에서 실업률이 전반적으로 낮았기 때문에 이 주제는 거의 중요한 문제가 아니었다. 18세기에는 특히 산업 혁명의 선두에 있던 영국에서 대규모 실업이 증가하면서 기계가 일자리에 미치는 영향에 대한 우려가 심화되었다. 그러나 일부 경제 사상가들은 전반적인 혁신이 일자리에 부정적인 영향을 미치지 않을 것이라고 주장하기 시작했다. 이러한 주장은 19세기 초 고전파 경제학자들에 의해 공식화되었다. 19세기 후반에는 기술 발전이 노동 계급을 포함한 사회의 모든 계층에 혜택을 준다는 사실이 명확해졌다. 혁신의 부정적인 영향에 대한 우려는 줄어들었다. 혁신이 고용에 지속적으로 해로운 영향을 미칠 것이라는 생각을 설명하기 위해 "러다이트 오류"라는 용어가 만들어졌다.
기술이 장기적인 실업으로 이어질 가능성이 낮다는 견해는 소수 경제학자들에 의해 반복적으로 이의가 제기되었다. 1800년대 초에는 데이비드 리카도가 여기에 포함되었다. 1930년대와 1960년대에 논쟁이 잠시 격화되면서 기술적 실업에 대해 경고하는 수십 명의 경제학자들이 있었다. 특히 유럽에서는 20세기 마지막 두 10년 동안 추가적인 경고가 있었는데, 논평가들은 1970년대 이후 많은 산업 국가에서 지속적인 실업률 상승이 나타났다고 지적했다. 그러나 20세기 대부분 동안 전문 경제학자와 관심 있는 일반 대중 모두 대다수가 낙관적인 견해를 유지했다.
인공지능(AI)의 발전은 대량 실업, 심지어 고용의 종말 가능성에 대한 논쟁을 다시 불러일으켰다. 제프리 힌턴과 같은 일부 전문가들은 인공 일반 지능과 고급 로봇공학의 발전이 궁극적으로 모든 지적 및 육체적 작업을 자동화할 것이며, 이는 비근로자들의 생계를 위한 기본 소득의 필요성을 시사한다고 믿는다. 반면 다론 아제몰루와 같은 다른 이들은 인간이 특정 작업에 여전히 필요하거나 AI에 보완적 역할을 할 것이므로, 대량 실업을 필연적으로 유발하지 않으면서 노동 시장을 재편할 것이라고 주장한다. 세계은행의 2019년 세계 개발 보고서는 자동화가 노동자들을 대체하지만, 기술 혁신이 균형적으로 더 많은 새로운 산업과 일자리를 창출한다고 주장한다.

## 역사

### 고대 시대

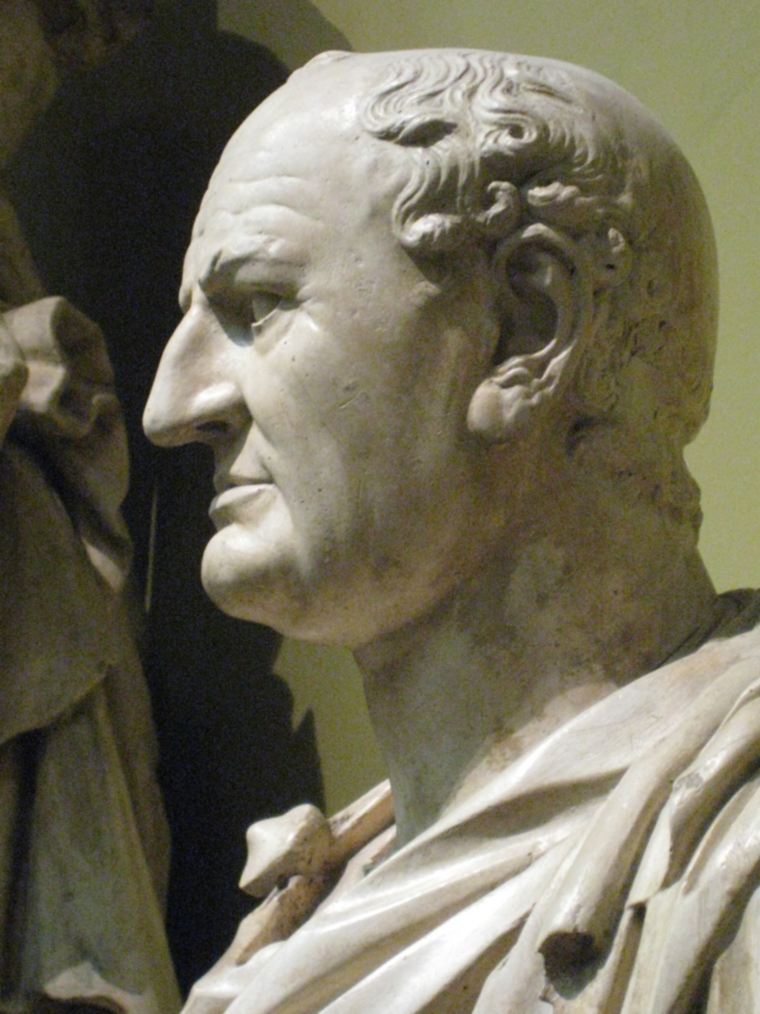
무거운 물건을 운반하는 저비용 방식이 노동자들의 일자리를 빼앗을 것이라며 이를 거부한 로마 황제 베스파시아누스

작가 그레고리 워이롤(Gregory Woirol)에 따르면, 기술적 실업 현상은 적어도 바퀴의 발명 이후부터 존재했을 가능성이 높다. 고대 사회는 스스로 생계를 꾸릴 수 없는 빈곤층을 구제하기 위한 다양한 방법을 가지고 있었다. 고대 중국과 고대 이집트는 적어도 기원전 2천 년 전부터 기술적 실업에 대한 다양한 중앙 집중식 구제 프로그램을 운영했을 수 있다. 고대 히브리인과 고대 베다 종교 신봉자들은 빈곤층을 돕는 것이 종교적으로 장려되는 분산화된 대응 방식을 가지고 있었다. 고대 그리스에서는 자유 노동자들이 고대 노동 절약 기술의 영향과 노예("살과 피로 된 기계")와의 경쟁으로 인해 실업 상태에 처할 수 있었다. 때로는 이 실업 노동자들이 굶어 죽거나 스스로 노예로 전락하기도 했지만, 다른 경우에는 구호품으로 지원을 받았다. 페리클레스는 인식된 기술적 실업에 대응하여 실업자들에게 유급 노동을 제공하기 위해 공공사업 프로그램을 시작했다. 페리클레스의 프로그램은 공공 자금을 낭비한다는 비판을 받았지만 이러한 비판은 극복되었다.
아마도 기술적 실업 현상에 대해 논의한 가장 초기의 학자적 사례는 아리스토텔레스에서 발견될 수 있다. 그는 정치학 제1권에서 기계가 충분히 발전한다면 더 이상 인간 노동의 필요성이 없어질 것이라고 추측했다. 그리스인들과 유사하게 고대 로마인들은 구호품(쿠라 안노나이와 같은)을 통해 빈곤을 완화함으로써 기술적 실업 문제에 대응했다. 수십만 가구가 한 번에 이러한 방식으로 지원을 받기도 했다. 드물게는 그라쿠스 형제들이 시작한 것과 같은 공공사업 프로그램을 통해 일자리가 직접 창출되기도 했다. 심지어 여러 황제들은 노동 절약 혁신을 거부하거나 금지하기까지 했다. 한 예로 베스파시아누스 황제는 저비용으로 무거운 물품을 운송하는 새로운 방법의 도입을 막았는데, 이는 "나의 가난한 운송업자들이 생계를 벌 수 있도록 해야 한다"고 말하며 노동 절약 발명을 허용하지 않았다. 2세기 후반 로마 제국에서 노동력 부족이 발생하기 시작했으며, 이때부터 유럽의 대량 실업은 천 년 이상 크게 줄어든 것으로 보인다.

### 탈고전주의 시대
중세와 초기 르네상스 시대에는 새로 발명된 기술뿐만 아니라 고전 시대에 구상되었지만 거의 사용되지 않았던 구식 기술들도 널리 채택되었다. 일부는 유럽에서 발명되었고 다른 일부는 중국, 인도, 아라비아, 페르시아와 같은 동양 국가에서 발명되었다. 흑사병은 유럽 전역에 노동자 수를 줄였다. 유럽, 특히 서유럽, 중유럽, 남유럽에서는 15세기에 대량 실업이 다시 나타나기 시작했는데, 부분적으로는 인구 증가 때문이었고, 부분적으로는 초기 인클로저로 인한 자급농을 위한 토지 가용성의 변화 때문이었다. 실업의 위협으로 인해 파괴적인 신기술에 대한 관용이 줄어들었다. 유럽 당국은 종종 길드와 같은 노동 인구의 일부를 대표하는 단체들의 편에 서서 새로운 기술을 금지하고 때로는 그러한 기술을 홍보하거나 거래하려는 사람들을 처형하기까지 했다.

### 16세기부터 18세기

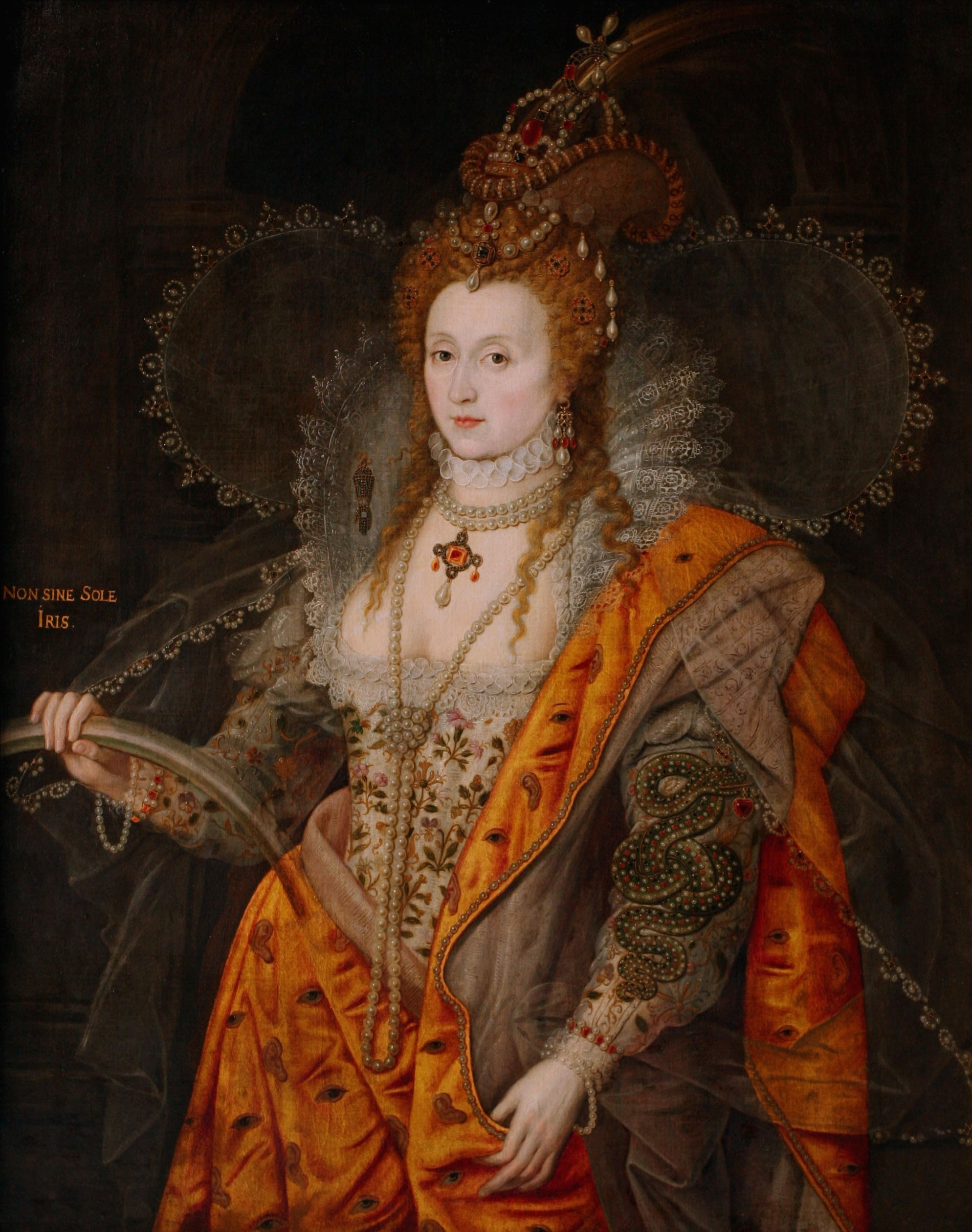
윌리엄 리가 발명한 편물기를 특허 등록하는 것을 거부한 엘리자베스 1세. 그녀는 "그 발명이 나의 가난한 신민들에게 어떤 해를 끼칠지 생각해보라. 그것은 분명 그들의 일자리를 빼앗아 거지로 만들 것이니, 그들을 망하게 할 것이다"라고 말했다.

영국에서는 지배 엘리트가 유럽 대륙의 다른 지역보다 다소 일찍 혁신에 대해 덜 제한적인 접근 방식을 취하기 시작했는데, 이는 영국이 산업 혁명을 주도하는 데 초기 우위를 점한 가능한 이유로 언급되기도 한다. 그러나 혁신이 고용에 미치는 영향에 대한 우려는 16세기와 17세기 초에도 강하게 남아있었다. 새로운 기술이 거부된 유명한 사례는 발명가 윌리엄 리가 엘리자베스 1세 여왕을 초대하여 노동 절약 편물기를 선보였을 때 일어났다. 여왕은 해당 기술이 직물 노동자들 사이에서 실업을 야기할 수 있다는 이유로 특허 발행을 거부했다. 프랑스로 건너가 자신의 발명을 홍보하는 데에도 실패한 리는 영국으로 돌아왔지만, 엘리자베스의 후계자인 제임스 1세에게 같은 이유로 다시 거부당했다.
명예 혁명 이후, 당국은 혁신으로 인해 일자리를 잃는 노동자들의 우려에 대해 덜 동정적으로 변했다. 점차 영향력을 행사하는 중상주의 사상에서는 노동 절약 기술의 도입이 실제로 실업을 줄일 것이며, 영국 기업이 외국 경쟁사에 비해 시장 점유율을 높일 수 있게 할 것이라고 주장했다. 18세기 초부터 노동자들은 기술적 실업의 위협에 대해 더 이상 당국의 지원에 의존할 수 없었다. 그들은 때때로 파괴적인 혁신으로부터 자신을 보호하기 위해 기계 파괴와 같은 직접행동을 취하기도 했다. 조지프 슘페터는 18세기가 진행될수록 사상가들이 기술적 실업에 대해 점점 더 자주 경고를 보냈으며, 폰 유스티가 대표적인 예시라고 언급한다. 그러나 슘페터는 또한 엘리트들 사이에서 기술적 실업이 장기적인 문제가 아닐 것이라는 견해가 지배적으로 굳어졌다고 지적한다.

### 19세기
기술적 실업에 대한 논쟁이 격렬해진 것은 19세기가 되어서야 가능했으며, 특히 당시 많은 경제 사상가들이 집중되어 있던 영국에서 두드러졌다. 딘 터커와 애덤 스미스의 연구를 바탕으로 정치경제학자들은 현대 경제학 분야의 토대가 될 것을 만들기 시작했다. 중상주의의 많은 부분을 거부하면서도, 새로운 분야의 학자들은 기술적 실업이 지속적인 문제가 되지 않을 것이라는 점에 대체로 동의했다. 그러나 19세기 초 수십 년 동안 몇몇 저명한 정치경제학자들은 혁신이 장기적인 실업을 야기할 수 있다고 주장하며 낙관적인 견해에 반대했다. 여기에는 시스몬디, 맬서스, 존 스튜어트 밀, 그리고 1821년부터 데이비드 리카도 자신이 포함되었다. 당대 가장 존경받는 정치경제학자 중 한 명으로서 리카도의 견해는 다른 학자들에게 도전적이었다. 이에 가장 먼저 반응한 주요 경제학자는 장바티스트 세였다. 그는 누구도 생산량을 줄일 것이라면 기계를 도입하지 않을 것이며, 세의 법칙이 공급이 스스로 수요를 창출한다고 명시하므로, 시장이 조정될 시간이 주어지면 대체된 노동자들은 자동으로 다른 곳에서 일자리를 찾을 것이라고 주장했다. 존 램지 맥컬록은 세의 기술적 실업에 대한 낙관적인 견해를 확장하고 공식화했으며, 찰스 배비지, 나사우 시니어 및 다른 잘 알려지지 않은 많은 정치경제학자들의 지지를 받았다. 19세기 중반에 카를 마르크스가 논쟁에 참여했다. 리카도와 밀의 연구를 바탕으로 마르크스는 훨씬 더 나아가 기술적 실업에 대한 깊은 비관적인 견해를 제시했다. 그의 견해는 많은 추종자들을 끌어모았고 지속적인 사상 학파를 설립했지만, 주류 경제학은 극적으로 변화하지 않았다. 1870년대까지, 적어도 영국에서는 기술적 실업이 대중적 관심사 및 학술적 논쟁 문제로서 사라졌다. 혁신이 노동 계급을 포함한 영국 사회의 모든 계층에 번영을 증가시킨다는 것이 점점 더 분명해졌다. 고전 학파 사상이 신고전파 경제학으로 넘어가면서, 주류 사상은 밀과 리카도의 비관적인 주장을 고려하고 반박하도록 강화되었다.

### 20세기

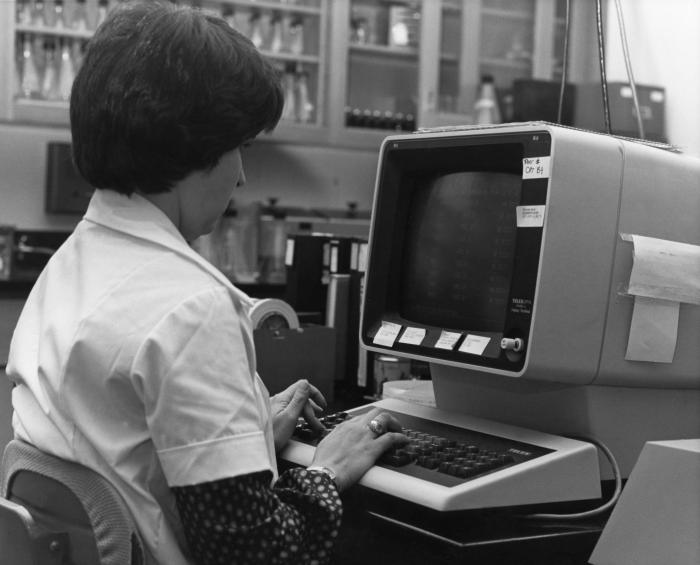
혁신이 지속적인 실업을 야기한다는 견해에 대한 비판론자들은 기술이 노동자들에 의해 사용되며 대규모로 그들을 대체하지 않는다고 주장한다.

20세기 첫 20년 동안, 대량 실업은 19세기 전반기와 같은 주요 문제가 아니었다. 마르크스주의 학파와 소수의 다른 사상가들이 낙관적인 견해에 계속 이의를 제기했지만, 기술적 실업은 1920년대 중반에서 후반까지 주류 경제 사상에서 중요한 관심사가 아니었다. 1920년대에 대량 실업은 유럽에서 다시 시급한 문제로 부상했다. 이 시기에 미국은 대체로 더 번영했지만, 그곳에서도 도시 실업률은 1927년부터 증가하기 시작했다. 농촌의 미국 노동자들은 1920년대 초부터 일자리 손실을 겪고 있었다. 많은 이들이 트랙터와 같은 개선된 농업 기술로 인해 대체되었다. 경제 논쟁의 중심은 이 시기에 영국에서 미국으로 옮겨졌으며, 20세기 두 차례의 기술적 실업에 대한 대규모 논쟁이 주로 이곳에서 일어났다.
두 논쟁의 정점은 1930년대와 1960년대였다. 경제사학자 그레고리 R. 워이롤(Gregory R. Woirol)에 따르면, 두 사건은 몇 가지 유사점을 공유한다. 두 경우 모두 학술적 논쟁에 앞서 최근 실업률 증가로 촉발된 대중적 우려가 발생했다. 두 경우 모두 논쟁은 결정적으로 해결되지 않고, 전쟁 발발로 실업이 감소하면서 점차 사라졌다. 1930년대 논쟁은 제2차 세계 대전으로, 1960년대 사건은 베트남 전쟁으로 끝났다. 두 경우 모두 논쟁은 당시의 지배적인 패러다임 내에서 진행되었으며, 이전 사상에 대한 언급은 거의 없었다. 1930년대에는 낙관론자들이 주로 시장의 자체 조정 능력에 대한 신고전주의적 믿음에 근거하여 보상 효과를 통해 단기 실업을 줄일 수 있다고 주장했다. 1960년대에는 보상 효과에 대한 믿음이 덜 강했지만, 당시 주류 케인스 경제학자들은 시장의 힘으로 해소되지 않는 지속적인 기술적 실업에 대해 정부 개입이 효과적일 것이라고 믿었다. 또 다른 유사점은 각 논쟁이 끝날 무렵에 발표된 주요 연방 연구 보고서였다. 이 보고서들은 장기적인 기술적 실업이 발생하지 않고 있음을 대체로 발견했으며(다만 혁신이 단기적인 노동자 대체에 주요 요인이라는 점은 인정하고 정부의 지원 조치를 권고했다).
자본주의의 황금기가 1970년대에 끝날 무렵, 실업률은 다시 상승했으며, 이번에는 대부분의 선진국에서 세기 말까지 비교적 높은 수준을 유지했다. 몇몇 경제학자들은 다시 혁신이 원인일 수 있다고 주장했으며, 아마도 가장 저명한 사람은 폴 새뮤얼슨이었다. 전반적으로 20세기 마지막 수십 년 동안 기술적 실업에 대한 우려는 주로 유럽에서 표명되었지만, 미국에서도 몇 가지 사례가 있었다. 기술적 실업에 대해 경고하는 여러 대중 서적들도 출판되었다. 여기에는 제임스 S. 알버스의 1976년 저서 '인민 자본주의: 로봇 혁명의 경제학'이 포함된다. 데이비드 F. 노블의 1984년 저작 및 1993년 저작, 제러미 리프킨의 1995년 저서 노동의 종말, 그리고 1996년 저서 글로벌 트랩 등이 포함된다. 그러나 대부분의 경우, 1930년대와 60년대의 격렬한 논쟁 기간을 제외하고는 20세기 대부분 동안 전문 경제학자와 일반 대중 모두 기술이 장기적인 실업을 야기하지 않는다는 합의를 유지했다.

### 21세기

#### 의견들
우리는 기술적 실업의 시대에 살고 있다는 지배적인 의견이 있습니다. 기술이 숙련된 노동자들을 점점 더 쓸모없게 만들고 있다는 것입니다.
기술 혁신이 장기적인 실업을 유발하지 않는다는 일반적인 합의는 21세기 첫 10년 동안에도 강력하게 유지되었지만, 다수의 학술 작품과 마셜 브레인의 '로봇 국가' 및 마틴 포드의 '터널 속의 빛: 자동화, 가속 기술, 그리고 미래 경제'와 같은 대중 작품에 의해 계속해서 도전을 받았다.
2011년 저서 기계와의 경쟁 출간 이후, MIT 교수 앤드루 맥아피와 에릭 브리뇰프슨은 기술적 실업에 대한 우려를 제기하는 주요 인물 중 하나가 되었다. 그러나 두 교수는 여전히 상대적으로 낙관적인 입장을 유지하며, "경쟁에서 이기는 핵심은 기계와 경쟁하는 것이 아니라 기계와 함께 경쟁하는 것이다"라고 말한다.
다가올 수십 년 동안 기술적 실업이 상당히 증가할 것이라는 예측을 담은 여러 연구와 특정 부문에서 생산량 증가에도 불구하고 전 세계적으로 고용이 감소하고 있다는 실증적 증거가 나오면서, 세계화와 해외 아웃소싱이 실업 증가의 유일한 원인이 아니라는 점이 밝혀지면서, 2013년에는 기술적 실업에 대한 우려가 커졌다.
2013년, 스탠퍼드 대학교의 닉 블룸 교수는 동료 경제학자들 사이에서 기술적 실업에 대한 생각이 최근 크게 바뀌었다고 말했다. 2014년 파이낸셜 타임스는 혁신이 일자리에 미치는 영향이 최근 경제 논의의 지배적인 주제였다고 보도했다. 2014년에 글을 쓴 학자이자 전 정치인 마이클 이그나티에프에 따르면, 기술 변화의 영향에 관한 질문은 "어디에서나 민주주의 정치에 그림자를 드리우고 있다"고 한다. 이러한 우려에는 제조업과 같은 분야에서 전 세계적으로 고용이 감소하고 있다는 증거, 생산성은 계속 증가하더라도 저숙련 및 중간 숙련 노동자들의 임금이 수십 년간 하락하고 있다는 증거, 종종 불안정한 플랫폼 매개 고용의 증가, 그리고 최근 경기 침체 이후 "고용 없는 회복"의 발생 등이 포함된다. 21세기에는 번역, 법률 연구, 심지어 저급 저널리즘을 포함한 다양한 숙련 작업이 기계에 의해 부분적으로 대체되었다. 공감 능력이 필요하여 자동화에서 안전하다고 여겨졌던 돌봄 노동, 엔터테인먼트 및 기타 작업 또한 로봇에 의해 수행되기 시작했다.
전 미국 재무장관이자 하버드 대학교 경제학 교수인 로런스 서머스는 2014년에 자동화가 항상 새로운 일자리를 창출할 것이라고 더 이상 믿지 않으며, "이것은 가상의 미래 가능성이 아니다. 지금 우리 앞에 나타나고 있는 일이다"라고 말했다. 서머스는 이미 더 많은 노동 부문이 새로운 일자리를 창출하기보다 일자리를 잃고 있다고 지적했다. 기술적 실업에 대해 스스로는 회의적이지만, 마크 맥카시 교수는 2014년 가을에 기술적 실업 시대가 도래했다는 것이 이제는 "지배적인 의견"이라고 말했다.
2014년 다보스 회의에서 토머스 프리드먼은 기술과 실업 사이의 연관성이 그 해 논의의 지배적인 주제였던 것으로 보인다고 보고했다. 다보스 2014년 설문조사에서는 응답자 147명 중 80%가 기술이 고용 없는 성장을 이끌고 있다는 데 동의했다. 2015년 다보스 회의에서 질리언 테트는 불평등과 기술에 대한 논의에 참석한 거의 모든 대표단이 향후 5년간 불평등이 증가할 것으로 예상했으며, 그 이유로 기술로 인한 일자리 대체 현상을 들었다. 2015년에는 마틴 포드가 '로봇의 부상: 기술과 일자리 없는 미래의 위협'으로 파이낸셜 타임즈와 맥킨지 올해의 비즈니스 도서상을 수상했으며, 뉴욕에서 기술적 실업에 관한 첫 번째 세계 정상 회의가 열렸다. 2015년 후반에는 앤디 홀데인, 잉글랜드 은행 수석 이코노미스트, 이그나치오 비스코, 이탈리아 은행 총재가 기술적 실업의 잠재적 악화에 대한 추가 경고를 발표했다. 2016년 10월 인터뷰에서 버락 오바마 미국 대통령은 인공지능의 성장으로 인해 10~20년 내에 사회가 "모두에게 무조건적인 무상 자금"에 대해 논의하게 될 것이라고 말했다. 2019년에 컴퓨터 과학자이자 인공 지능 전문가인 스튜어트 J. 러셀은 "장기적으로 거의 모든 현재의 일자리가 사라질 것이므로, 우리는 매우 다른 미래 경제에 대비하기 위한 상당히 급진적인 정책 변화가 필요하다"고 말했다. 그가 저술한 책에서 러셀은 "빠르게 부상하는 그림은 일이 불필요해지기 때문에 훨씬 더 적은 사람들이 일하는 경제의 모습"이라고 주장한다. 그러나 그는 의료, 재택 간호 및 건설 분야의 고용이 증가할 것이라고 예측했다.
다른 경제학자들은 장기적인 기술적 실업은 발생할 가능성이 낮다고 주장했다. 2014년, 퓨 리서치(Pew Research)는 1,896명의 기술 전문가와 경제학자들을 대상으로 설문 조사를 실시하여 의견이 나뉘는 것을 발견했다. 응답자의 48%는 새로운 기술이 2025년까지 창출하는 일자리보다 더 많은 일자리를 대체할 것이라고 믿었으며, 52%는 그렇지 않을 것이라고 주장했다. 오스트레일리아 국립 대학교의 경제학 교수 브루스 채프먼은 프레이와 오스본의 연구와 같은 연구들이 미래 일자리 손실 확률을 과장하는 경향이 있으며, 기술로 인해 현재 알려지지 않은 영역에서 창출될 가능성이 있는 새로운 고용을 고려하지 않는다고 조언했다. 이를 더 깊이 들여다보면, 중소기업들이 전 세계적으로 많은 새로운 일자리를 창출하고 있으며, 이는 기업가와 투자자들이 사업을 창출하고 성장시킬 자유를 허용한다. 이는 매일 새로운 기술이 등장하는 상황에서 극히 중요하다. 이 모든 새로운 사업에는 많은 수의 노동자들이 필요할 것이며, 이는 세계의 고용 상황을 개선하고 이전에 잃었던 일자리를 대체할 것이다.
일반 대중 설문조사에서는 자동화가 일자리에 광범위하게 영향을 미치겠지만, 설문조사에 참여한 특정 사람들의 일자리에는 영향을 미치지 않을 것이라는 예상이 자주 나왔다.

#### 연구
다수의 연구는 자동화가 미래에 많은 일자리를 차지할 것이라고 예측했지만, 이로 인해 발생할 실업 수준에 대한 추정치는 다양하다. 옥스퍼드 마틴 스쿨의 칼 베네딕트 프레이와 마이클 오스본의 연구는 "정교한 알고리즘에 의해 쉽게 수행될 수 있는 잘 정의된 절차를 따르는 작업을 수행하는" 직원들이 대체될 위험이 있다고 보여주었다. 2013년에 발표된 이 연구는 자동화가 숙련 및 비숙련 작업, 그리고 고임금 및 저임금 직업 모두에 영향을 미칠 수 있음을 보여주지만, 저임금 육체 노동이 가장 위험에 처해 있음을 지적한다. 이 연구는 미국 일자리의 47%가 자동화 위험이 높다고 추정했다. 2014년, 경제 싱크탱크인 브뤼헐 (기관)은 프레이와 오스본의 접근 방식을 기반으로 한 연구를 발표했는데, 유럽 연합 28개 회원국에서 일자리의 54%가 자동화 위험에 처해 있다고 주장했다. 일자리가 자동화에 가장 덜 취약한 국가는 스웨덴(46.69%), 영국(47.17%), 네덜란드(49.50%), 그리고 프랑스와 덴마크(각각 49.54%)였다. 일자리가 가장 취약한 국가로는 루마니아(61.93%), 포르투갈(58.94%), 크로아티아(57.9%), 불가리아(56.56%)가 있었다. 2015년 타웁 센터 보고서에 따르면 이스라엘 일자리의 41%가 향후 20년 이내에 자동화될 위험에 처해 있었다. 2016년 1월, 옥스퍼드 마틴 스쿨과 씨티은행의 공동 연구는 자동화에 대한 이전 연구와 세계은행의 데이터를 기반으로 개발도상국에서의 자동화 위험이 선진국보다 훨씬 높다는 것을 발견했다. 이 연구는 중국 일자리의 77%, 인도 일자리의 69%, 에티오피아 일자리의 85%, 우즈베키스탄 일자리의 55%가 자동화 위험에 처해 있다고 밝혔다. 세계은행도 유사하게 프레이와 오스본의 방법론을 채택했다. 2016년 국제 노동 기구의 연구는 태국 전기 및 전자 산업 직책의 74%, 베트남 전기 및 전자 산업 직책의 75%, 인도네시아 전기 및 전자 산업 직책의 63%, 필리핀 전기 및 전자 산업 직책의 81%가 자동화 위험이 높다는 것을 발견했다. 2016년 유엔 보고서는 개발도상국 일자리의 75%가 자동화 위험에 처해 있다고 밝혔으며, 산업 국가의 자동화로 인해 저임금 국가로의 아웃소싱이 덜 수익성 있게 되면 기업들이 개발도상국으로의 아웃소싱을 중단하면서 더 많은 일자리가 손실될 수 있다고 예측했다.
미국 백악관에 경제 연구를 제공하는 정부 기관인 미국 대통령 경제자문위원회는 2016년 대통령 경제 보고서에서 프레이와 오스본의 연구 데이터를 사용하여 시간당 임금 20달러 미만 일자리의 83%, 20달러에서 40달러 사이 일자리의 31%, 40달러 이상 일자리의 4%가 자동화 위험에 처해 있다고 추정했다. 2016년 라이어슨 대학교 (현 토론토 메트로폴리탄 대학교) 연구에 따르면 캐나다 일자리의 42%가 자동화 위험에 처해 있으며, 이를 "고위험" 일자리와 "저위험" 일자리로 나누었다. 고위험 일자리는 주로 평균보다 낮은 교육 수준을 요구하는 저소득 일자리였다. 저위험 일자리는 평균적으로 더 숙련된 직책이었다. 이 보고서는 고위험 일자리가 10~20년 안에 자동화의 영향을 받을 확률이 70%, 저위험 일자리는 30%라고 밝혔다. 2017년 프라이스워터하우스쿠퍼스 연구에 따르면 2030년대 초까지 미국 일자리의 최대 38%, 독일 일자리의 35%, 영국 일자리의 30%, 일본 일자리의 21%가 자동화될 위험이 높았다. 2017년 볼 주립 대학교 연구에 따르면 미국 일자리의 약 절반이 자동화 위험에 처해 있으며, 그 중 상당수는 저소득 일자리였다. 2017년 9월 맥킨지 & 컴퍼니 보고서에 따르면 2015년 현재 제조업에 할당된 연간 7,490억 근무 시간 중 4,780억 시간, 즉 5조 1,000억 달러의 노동력 중 2조 7,000억 달러가 이미 자동화 가능하다. 저숙련 분야에서는 의류 상품 노동의 82%, 농업 가공의 80%, 식품 제조업의 76%, 음료 제조업의 60%가 자동화 대상이었다. 중간 숙련 분야에서는 기본 자재 생산의 72%, 가구 제조업의 70%가 자동화 가능했다. 고숙련 분야에서는 항공 우주 및 방위 노동의 52%, 첨단 전자 노동의 50%가 자동화될 수 있었다. 2017년 10월, 미국과 영국의 정보기술 의사 결정권자들을 대상으로 한 설문조사에서는 대다수가 2022년까지 대부분의 비즈니스 프로세스가 자동화될 수 있다고 믿는 것으로 나타났다. 평균적으로 그들은 비즈니스 프로세스의 59%가 자동화 대상이라고 답했다. 2017년 11월, 맥킨지 글로벌 인스티튜트(McKinsey Global Institute)의 보고서는 46개국의 약 800개 직업을 분석한 결과 2030년까지 로봇 자동화로 인해 4억에서 8억 개의 일자리가 사라질 수 있다고 추정했다. 이 보고서는 자동화에 투자할 자본의 가용성이 더 크기 때문에 개발도상국보다 선진국에서 일자리가 더 위험에 처해 있다고 추정했다. 자동화로 인한 일자리 손실과 하향 이동은 미국, 영국, 프랑스 등 여러 국가에서 국민주의 및 보호주의 정치의 부활에 기여한 여러 요인 중 하나로 지목되었다.
그러나 최근의 모든 실증 연구가 자동화가 광범위한 실업을 유발할 것이라는 생각을 뒷받침하는 증거를 발견한 것은 아니다. 2015년에 발표된 한 연구는 1993년부터 2007년까지 17개국에서 산업용 로봇의 영향을 조사한 결과, 로봇으로 인해 전반적인 고용 감소가 발생하지 않았으며, 오히려 전반적인 임금이 약간 증가했음을 발견했다. 2015년 맥킨지 쿼터리에 발표된 연구에 따르면 대부분의 경우 컴퓨터화의 영향은 직원 대체가 아니라 그들이 수행하는 작업의 일부를 자동화하는 것이다. 2016년 OECD 연구에 따르면 조사 대상 21개 OECD 국가 중 평균적으로 일자리의 9%만이 예측 가능한 자동화 위험에 처해 있었지만, 이는 국가마다 크게 달랐다. 예를 들어 대한민국은 위험에 처한 일자리가 6%인 반면 오스트리아는 12%였다. 다른 연구들과 달리 OECD 연구는 주로 직무가 수반하는 작업에 기반하여 평가하지 않고, 성별, 교육, 연령을 포함한 인구통계학적 변수도 포함한다. 2017년 포레스터는 자동화로 인해 2027년까지 미국에서 약 7%의 일자리가 순손실될 것으로 추정했으며, 일자리의 17%를 대체하고 노동력의 10%에 해당하는 새로운 일자리를 창출할 것으로 예상했다. 또 다른 연구는 직업 내 작업의 이질성, 직업의 적응성 등과 같은 요인이 간과되어 미국 일자리의 자동화 위험이 과대평가되었다고 주장했다. 이 연구는 이를 고려하면 미국에서 자동화 위험에 처한 직업의 수가 다른 조건이 동일할 때 38%에서 9%로 감소한다는 것을 발견했다. 2017년 독일 자동화의 영향에 대한 연구는 자동화가 전체 일자리 손실을 유발한다는 증거는 찾지 못했지만, 사람들이 종사하는 일자리에는 영향을 미친다는 것을 발견했다. 자동화로 인한 산업 부문의 손실은 서비스 부문의 증가로 상쇄되었다. 제조업 노동자들도 자동화 위험에 처해 있지 않았으며, 실제로 동일한 작업을 수행하지 않더라도 계속 고용될 가능성이 더 높았다. 그러나 자동화는 생산성을 높였지만 임금은 높이지 않았기 때문에 노동 소득 분배율을 감소시켰다.
2018년 브루킹스 연구소의 연구는 1970년부터 2018년까지 18개 OECD 국가의 28개 산업을 분석한 결과, 자동화가 임금을 억제하는 원인이었음을 발견했다. 자동화가 전체 일자리 수를 줄이지 않았고 오히려 늘렸다고 결론지었지만, 1970년대부터 2010년대까지 자동화가 노동 투입에 대한 부가가치 중 인간 노동의 몫을 줄여 임금 성장을 둔화시키는 데 기여했음을 발견했다. 2018년 4월, 애데어 터너, 전 금융서비스청 의장이자 새로운 경제 사고 연구소 소장은 현재 기술로도 일자리의 50%를 자동화할 수 있으며, 2060년까지는 모든 일자리를 자동화할 수 있을 것이라고 말했다.

#### 조기 탈산업화
조기 탈산업화는 선진국이 먼저 부유해지는 과정 없이 탈산업화되는 경우를 의미한다. 이 개념은 2013년 다니 로드릭에 의해 대중화되었으며, 그는 이 현상에 대한 증가하는 실증적 증거를 보여주는 여러 논문을 발표했다. 조기 탈산업화는 개발도상국에 대한 기술적 실업 우려를 더한다. 왜냐하면 선진국 노동자들이 누렸던 전통적인 보상 효과, 예를 들어 공장 일자리를 잃은 후 서비스 부문에서 고액의 일자리를 얻을 수 있었던 것과 같은 효과는 이용 가능하지 않을 수 있기 때문이다.
칼 베네딕트 프레이와 같은 일부 논평가들은 올바른 대응이 있다면 개발도상국 노동자들에게 추가 자동화의 부정적인 영향을 여전히 피할 수 있다고 주장한다.

#### 인공지능
2017년경부터 기술적 실업에 대한 새로운 물결의 우려가 두드러지게 나타났는데, 이번에는 인공지능(AI)의 영향에 대한 것이었다.
칼럼 체이스와 다니엘 헐름을 포함한 논평가들은 AI가 통제되지 않으면 "경제적 특이점"을 유발하여 인간이 적응하기에는 너무 빠른 직업 변화가 일어나 광범위한 기술적 실업으로 이어질 수 있다고 경고했다. 그러나 그들은 또한 기업 지도자, 정책 입안자 및 사회의 올바른 대응이 있다면 AI의 영향이 노동자들에게 순수하게 긍정적일 수 있다고 조언한다.
모건 R. 프랭크 외 연구진은 연구자들이 AI가 미래 일자리 시장에 미칠 영향을 정확하게 예측하는 데 여러 가지 장벽이 있다고 경고한다. 마리안 크라코프스키는 AI에 의해 완전히 대체될 가능성이 가장 높은 직업은 전문 서비스와 같은 중산층 분야에 있다고 주장했다. 종종 실질적인 해결책은 다른 일자리를 찾는 것이지만, 노동자들은 고수준 일자리에 대한 자격이 없을 수 있으므로 저수준 일자리로 떨어져야 한다. 그러나 크라코프스키(2018)는 AI가 "사람을 복제하는" 것보다는 "사람을 보완하는" 방향으로 나아갈 것이라고 예측한다. 이는 AI를 구현하는 사람들의 목표가 노동자들의 삶을 개선하는 것이지, 그들을 대체하는 것이 아니라는 점을 시사한다. 연구에 따르면 AI가 일자리를 파괴할 뿐만 아니라 일자리를 창출할 수도 있음이 밝혀졌다. 비록 저소득 국가에서 AI를 훈련시키기 위한 저숙련 일자리일지라도 말이다.
블라디미르 푸틴 러시아 대통령이 2017년 AI를 먼저 장악하는 국가가 "세계의 지배자가 될 것"이라고 발언한 이후, 다양한 국가 및 초국가적 정부들이 AI 전략을 발표했다. AI 군비 경쟁에서 뒤처지지 않을까 하는 우려가 AI가 실업을 유발할 잠재력에 대한 걱정보다 더 두드러졌다. 몇몇 전략들은 AI에서 선도적인 역할을 달성하는 것이 자국 시민들이 AI 이후의 일자리 시장에서 경쟁하는 데 필요한 기술을 습득하는 데 도움이 될 것이라고 제안한다. 핀란드는 다른 EU 국가 시민들이 AI 시대에 경쟁할 수 있는 기술을 습득하도록 돕기 위해 "AI의 기초"라는 무료 강의를 여러 유럽 언어로 제공하고 있다.
오라클 CEO 마크 허드는 AI가 "실제로 더 많은 일자리를 창출하고, 더 적은 일자리가 아니라" 인간이 AI 시스템을 관리해야 할 것이기 때문이라고 예측했다.
마틴 포드는 많은 일자리가 일상적이고 반복적이며 (AI에게) 예측 가능하다고 주장한다. 포드는 이러한 일자리가 향후 수십 년 내에 자동화될 수 있으며, 많은 새로운 일자리가 재교육을 받더라도 "평균적인 능력을 가진 사람들이 접근하기 어렵다"고 경고한다.
특정 디지털 기술은 다른 기술보다 더 많은 일자리 손실을 초래할 것으로 예측된다. 예를 들어, 최근 몇 년 동안 현대 로봇 기술의 도입은 순 고용 성장을 이끌었다. 그러나 많은 기업들은 자동화, 즉 로봇 고용이 미래에 일자리 손실을 초래할 것이라고 예상한다. 이는 특히 중앙 및 동유럽 기업에 해당한다.
플랫폼이나 빅 데이터와 같은 다른 디지털 기술은 고용에 더 중립적인 영향을 미 미칠 것으로 예상된다.

## 논쟁 속 쟁점

### 고용에 대한 장기적 영향
일자리를 창출하는 부문보다 일자리를 잃는 부문이 더 많다. 그리고 소프트웨어 기술의 범용적인 특성은 그것이 창출하는 산업과 일자리조차 영원하지 않다는 것을 의미한다.
기술 고용 논쟁에 참여하는 사람들은 기술 혁신으로 인해 일시적인 일자리 손실이 발생할 수 있다는 점에 동의한다. 마찬가지로, 혁신이 때때로 노동자들에게 긍정적인 영향을 미친다는 점에는 논쟁의 여지가 없다. 논쟁은 혁신이 전반적인 고용에 지속적으로 부정적인 영향을 미칠 수 있는지 여부에 집중된다. 지속적인 실업 수준은 경험적으로 정량화할 수 있지만, 그 원인에 대해서는 논쟁의 여지가 있다. 낙관론자들은 단기적인 실업이 혁신으로 인해 발생할 수 있음을 인정하지만, 한동안 지나면 보상 효과가 항상 원래 파괴된 것만큼 많은 일자리를 창출할 것이라고 주장한다. 이러한 낙관적인 견해는 계속해서 도전을 받아왔지만, 19세기와 20세기 대부분 동안 주류 경제학자들 사이에서 지배적이었다. 예를 들어, 노동 경제학자 제이콥 민서와 스테판 대닝거는 소득 동태 패널 연구 데이터를 사용하여 실증 연구를 수행했으며, 단기적으로 기술 발전이 총 실업에 불분명한 영향을 미 미치는 것처럼 보이지만 장기적으로는 실업을 줄인다는 것을 발견했다. 그러나 5년의 지연을 포함하면, 기술의 단기 고용 효과를 뒷받침하는 증거도 사라지는 것으로 보이며, 이는 기술적 실업이 "신화"처럼 보인다는 것을 시사한다. 반면에 다른 연구들은 산업용 로봇과 같은 기술의 노동 시장 효과가 국내 제도적 맥락에 크게 의존한다는 것을 시사한다.
경기순환의 정점에도 사라지지 않는 지속적인 실업 수준인 구조적 실업 개념은 1960년대에 대중화되었다. 비관론자들에게 기술적 실업은 더 넓은 현상인 구조적 실업을 이끄는 요인 중 하나이다. 1980년대 이후, 낙관적인 경제학자들조차 선진국에서 실제로 구조적 실업이 증가했다는 것을 점점 더 받아들이고 있지만, 그들은 이를 기술 변화보다는 세계화와 아웃소싱에 기인하는 경향이 있다. 다른 이들은 실업의 지속적인 증가의 주요 원인이 1970년대와 80년대 초에 발생한 케인스주의의 대체 이후 정부가 확장적 정책을 추구하는 것을 꺼려왔기 때문이라고 주장한다. 21세기, 특히 2013년 이후부터는 비관론자들이 전 세계적인 지속적인 기술적 실업이 커지는 위협이라고 점점 더 자주 주장하고 있다.

### 보상 효과

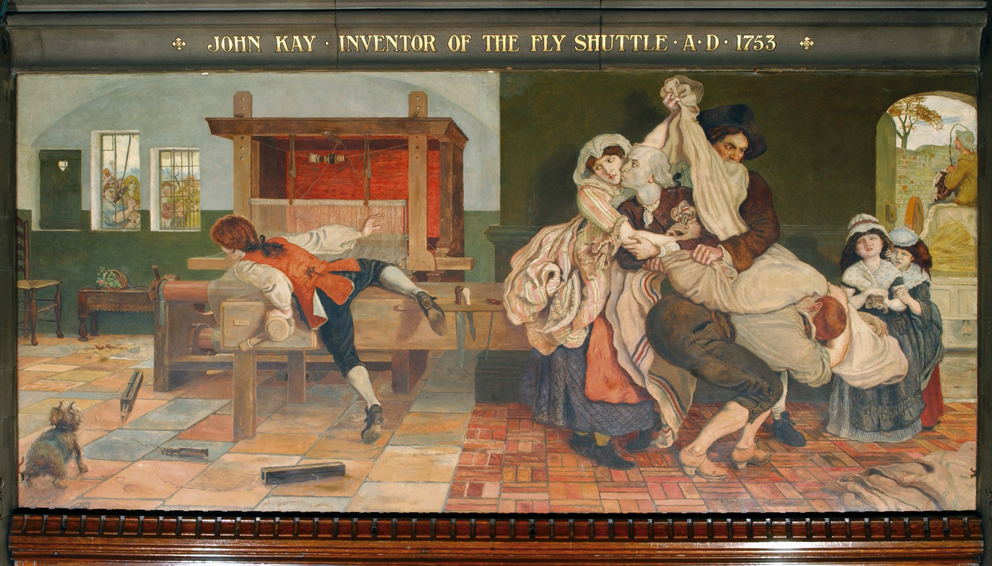
포드 매독스 브라운의 그림 '나는 북'의 발명가 존 케이(John Kay) 1753년'. 발명가 존 케이가 노동력을 절약하는 기계 직조기에 화가 난 폭도들을 피해 집에서 도망치려 하면서 아내에게 작별 키스를 하는 모습을 묘사한다. 이 당시에는 보상 효과가 널리 이해되지 않았다.

보상 효과는 혁신으로 인해 처음에는 일자리가 손실되지만, 결국 노동자들에게 보상하는 친노동적 결과이다. 1820년대에 장바티스트 세는 장기적인 기술적 실업이 발생할 수 있다는 데이비드 리카도의 주장에 대한 응답으로 여러 보상 효과를 설명했다. 곧이어 존 램지 맥컬록에 의해 전체 효과 시스템이 개발되었다. 이 시스템은 카를 마르크스에 의해 "보상 이론"이라고 명명되었으며, 마르크스는 어떤 효과도 작동이 보장되지 않는다고 주장하며 그 아이디어를 비판했다. 보상 효과의 효과성에 대한 의견 불일치는 그 이후로 기술적 실업에 대한 학술적 논쟁의 중심 부분이 되어왔다.
보상 효과는 다음과 같다:
1. 새로운 기계에 의한 효과 (혁신 적용에 필요한 새로운 장비를 만드는 데 필요한 노동력)
2. 새로운 투자에 의한 효과 (새로운 기술로 인한 비용 절감 및 이로 인한 이윤 증가로 가능해짐)
3. 임금 변화에 의한 효과 (실업이 발생할 경우, 이는 임금 하락을 유발하여 더 많은 노동자들이 이제 더 낮은 비용으로 재고용될 수 있도록 한다. 반면에 때로는 노동자들이 수익성 증가로 인해 임금 인상을 누리기도 한다. 이는 소득 증가로 이어지고 지출 증가를 유도하여 일자리 창출을 촉진한다.)
4. 가격 하락에 의한 효과 (이는 다시 수요 증가를 유도하여 고용 증가로 이어진다.) 가격 하락은 또한 더 저렴한 상품이 노동자들의 구매력을 높이므로 임금 삭감을 상쇄하는 데 도움이 될 수 있다.
5. 새로운 제품에 의한 효과 (혁신이 직접적으로 새로운 일자리를 창출하는 경우)

"새로운 기계에 의한" 효과는 현재 경제학자들 사이에서 거의 논의되지 않는다. 마르크스가 이를 성공적으로 반박했다는 것이 종종 받아들여진다. 비관론자들조차도 "새로운 제품에 의한" 효과와 관련된 제품 혁신이 때때로 고용에 긍정적인 영향을 미칠 수 있음을 인정한다. '공정 혁신'과 '제품 혁신' 사이에는 중요한 구별이 가능하다. 라틴 아메리카의 증거에 따르면 제품 혁신이 공정 혁신보다 기업 수준에서 고용 성장에 더 크게 기여하는 것으로 보인다. 다른 효과들이 일자리 손실에 대해 노동력을 성공적으로 보상하는 정도는 현대 경제학 역사 전반에 걸쳐 광범위하게 논의되어 왔으며, 이 문제는 아직 해결되지 않았다. 보상 효과를 보완할 수 있는 한 가지 효과는 일자리 승수이다. 엔리코 모레티가 개발한 연구에 따르면, 특정 도시에서 첨단 산업에 추가적으로 숙련된 일자리가 하나 창출될 때마다 비교역 부문에서 두 개 이상의 일자리가 창출된다. 그의 연구 결과는 기술 성장과 그로 인한 첨단 산업에서의 일자리 창출이 예상보다 더 큰 파급 효과를 가질 수 있음을 시사한다. 유럽의 증거도 이러한 일자리 승수 효과를 지지하며, 지역 첨단 기술 일자리가 다섯 개의 추가적인 저기술 일자리를 창출할 수 있음을 보여준다.
기술적 실업에 대해 비관적인 많은 경제학자들은 19세기와 20세기 대부분 동안 낙관론자들이 주장한 대로 보상 효과가 대체로 작동했다는 것을 받아들인다. 그러나 그들은 컴퓨터화의 도래가 보상 효과의 효율성을 떨어뜨렸다고 주장한다. 이러한 주장의 초기 예시는 1983년 바실리 레온티예프에 의해 제기되었다. 그는 산업 혁명 동안 기계화의 발전이 약간의 혼란 후에 노동 수요를 증가시켰을 뿐만 아니라 생산성 증가로 인한 효과로 인해 임금도 증가시켰음을 인정했다. 초기 기계들은 근육 노동에 대한 수요를 줄였지만, 지능이 없었기 때문에 생산성을 유지하기 위해 많은 수의 인간 조작자가 필요했다. 그러나 직장에 컴퓨터가 도입된 이후, 이제는 근육 노동뿐만 아니라 인간의 두뇌 노동에 대한 필요성도 줄어들었다. 따라서 생산성은 계속 증가하더라도 인간 노동에 대한 낮은 수요는 더 낮은 임금과 고용을 의미할 수 있다.

### 러다이트 오류
러다이트 오류가 사실이라면 생산성이 2세기 동안 증가했기 때문에 우리 모두는 실업 상태일 것이다.
"러다이트 오류"라는 용어는 장기적인 기술적 실업에 대해 우려하는 사람들이 보상 효과를 고려하지 않아 오류를 범하고 있다는 견해를 표현하는 데 사용된다. 이 용어를 사용하는 사람들은 일반적으로 기술 발전이 고용 수준에 장기적인 영향을 미치지 않을 것이며, 결국 사회의 전반적인 부를 증가시키는 데 도움이 되므로 모든 노동자들의 임금을 인상할 것으로 예상한다. 이 용어는 19세기 초 영국의 반직물 기계 조직 구성원이었던 러다이트에서 유래했다. 20세기와 21세기 첫 10년 동안, 경제학자들 사이에서는 장기적인 기술적 실업에 대한 믿음이 실제로 오류였다는 견해가 지배적이었다. 최근에는 자동화의 이점이 고르게 분배되지 않는다는 견해에 대한 지지가 증가하고 있다.
장기적인 어려움이 발생할 수 있는 두 가지 다른 이론이 있다.
1. 전통적으로 러다이트에게 귀속된 주장(정확한지 여부와 무관하게)은 유한한 양의 작업만 존재하며, 기계가 이를 수행하면 인간에게 남는 작업이 없을 수 있다는 것이다. 경제학자들은 이를 노동량 오류라고 부르며, 실제로는 그러한 한계가 존재하지 않는다고 주장할 수 있다.
2. 노동량과 전혀 관련 없는 장기적인 어려움이 발생할 수 있다. 이 견해에 따르면, 존재할 수 있는 작업의 양은 무한하지만

- 기계는 적은 기술, 재능, 지식 또는 통찰력을 요구하는 대부분의 "쉬운" 작업을 수행할 수 있다.
- 정보 기술이 발전함에 따라 "쉬운" 것의 정의가 확장된다.
- "쉬운" 것을 넘어선 작업은 대부분의 사람들이 가진 것보다 더 큰 두뇌 능력을 요구할 수 있다.

이 두 번째 견해는 장기적이고 체계적인 기술적 실업 가능성을 주장하는 많은 현대 지지자들에게 지지된다.
데이비드 그레이버는 2018년 저서 엉터리 직업에서 대량 실업이 널리 예상되었음에도 불구하고 실제로 발생하지 않았고, 총 노동 시간과 주당 노동 시간이 1930년대 이후 크게 줄어들지 않았으며, 오히려 과로가 만연한 문제로 여겨지는 진짜 이유는 자동화로 인해 사라진 진정으로 필요한 일자리가 경제적 관련성이 불분명하고 어떠한 진정한 시장 수요에도 응답하지 않는 (특히 필수 노동, 예를 들어 간호 노동과 같은 중요 기반 시설과 대조되는) 화이트칼라 일자리로 대체되었고, 심지어 이러한 일자리에 고용된 사람들 자신도 종종 정당화할 수 없거나 무의미하다고 느끼기 때문이라고 주장한다.

### 기술적 실업과 기술 수준
혁신이 노동 시장에 미치는 영향에 대해 논의하는 사람들 사이에서 흔한 견해는 혁신이 주로 저숙련 노동자들에게 해를 끼치며, 숙련 노동자들에게는 종종 이점을 가져다준다는 것이었다. 로런스 F. 카츠와 같은 학자들에 따르면, 이는 20세기 대부분 동안 사실이었을 수 있지만, 19세기에는 직장 혁신이 주로 고비용의 숙련 장인들을 대체했으며, 일반적으로 저숙련 노동자들에게 이점을 가져다주었다. 21세기 혁신은 일부 비숙련 작업을 대체하고 있지만, 다른 저숙련 직업들은 자동화에 저항하고 있으며, 중간 기술을 요구하는 화이트칼라 작업은 점점 더 자율적인 컴퓨터 프로그램에 의해 수행되고 있다.
그러나 조지 그라에츠와 가이 마이클스의 2015년 논문과 같은 일부 최근 연구에서는 적어도 그들이 연구한 분야인 산업용 로봇의 영향에서 혁신이 고숙련 노동자들의 임금을 높이는 동시에 저숙련 및 중간 숙련 노동자들에게는 더 부정적인 영향을 미쳤다는 것을 발견했다. 2015년 칼 베네딕트 프레이, 마이클 오스본, 씨티 리서치의 보고서는 혁신이 주로 중간 숙련 일자리에 파괴적이었음에 동의했지만, 향후 10년 동안 자동화의 영향이 저숙련 노동자들에게 가장 크게 미칠 것이라고 예측했다.
포브스의 제프리 콜빈은 컴퓨터가 결코 할 수 없을 것이라고 예측되었던 작업들이 부정확한 것으로 판명되었다고 주장했다. 인간이 가치를 제공할 기술을 예측하는 더 나은 접근 방식은 판사, 최고경영자, 버스 운전사, 정부 지도자 등과 같이 중요한 결정에 대해 인간이 책임을 져야 한다고 우리가 주장하는 활동이나, 자동화될 수 있을지라도 인간 본성이 깊은 대인 관계를 통해서만 만족될 수 있는 활동을 찾는 것이다.
대조적으로, 다른 사람들은 숙련된 인간 노동자조차 쓸모없게 될 것이라고 본다. 옥스퍼드 대학의 칼 베네딕트 프레이와 마이클 A 오스본은 컴퓨터화로 인해 거의 절반의 일자리가 불필요해질 수 있다고 예측했다. 그들이 평가한 702개 직업 중, 교육 및 소득과 자동화 가능성 사이에 강한 상관관계가 있음을 발견했으며, 사무직과 서비스직이 더 위험에 처한 직업 중 일부였다. 2012년 썬 마이크로시스템즈 공동 창업자 비노드 코슬라는 향후 20년 내에 의료 의사의 80%가 자동화된 기계 학습 의료 진단 소프트웨어로 인해 일자리를 잃을 것이라고 예측했다.
과도한 일자리 문제는 나탈리아 코즐로바의 2019년 논문에서 더 자세히 다루어진다. 이 논문에 따르면 러시아 노동자의 50% 이상이 낮은 교육 수준을 요구하는 일을 하며 디지털 기술을 적용하면 대체될 수 있다. 이들 중 13%만이 현재 존재하거나 다음 10년 내에 예상되는 지적 컴퓨터 시스템 수준을 초과하는 교육을 받았다.

### 경험적 발견
기술적 실업의 영향을 정량화하려는 상당한 양의 실증 연구가 주로 미시경제학적 수준에서 이루어져 왔다. 대부분의 기존 기업 수준 연구는 기술 혁신이 노동 친화적이라는 것을 발견했다. 예를 들어, 독일 경제학자 스테판 라첸마이어와 호르스트 로트만은 제품 혁신과 공정 혁신 모두 고용에 긍정적인 영향을 미친다는 것을 발견했다. 그들은 또한 공정 혁신이 제품 혁신보다 더 중요한 일자리 창출 효과를 가진다는 것을 발견했다. 이 결과는 미국에서도 증거로 뒷받침되며, 제조업 혁신이 기업 특유의 행동에만 국한되지 않고 전체 일자리 수에 긍정적인 영향을 미친다는 것을 보여준다.
그러나 산업 수준에서는 연구자들이 기술 변화의 고용 효과에 대해 혼합된 결과를 발견했다. 11개 유럽 국가의 제조업 및 서비스 부문에 대한 2017년 연구는 기술 혁신의 긍정적인 고용 효과가 중고급 기술 부문에서만 존재함을 시사한다. 또한 고용과 자본 형성 사이에 음의 상관관계가 있는 것으로 보이는데, 이는 공정 혁신이 종종 투자에 통합된다는 점을 고려할 때 기술 발전이 잠재적으로 노동 절약적일 수 있음을 시사한다.
기술 충격과 실업 간의 관계를 연구하기 위한 거시경제학적 분석은 제한적으로 이루어졌다. 그러나 소수의 기존 연구는 혼합된 결과를 보여준다. 이탈리아 경제학자 마르코 비바렐리는 공정 혁신의 노동 절약 효과가 미국보다 이탈리아 경제에 더 부정적인 영향을 미 미친 것으로 보인다고 지적한다. 반면에 제품 혁신의 일자리 창출 효과는 이탈리아가 아닌 미국에서만 관찰될 수 있었다. 2013년의 또 다른 연구는 기술 변화의 실업 효과가 영구적이기보다는 일시적이라는 것을 발견했다.

### 기술 혁신 측정
기술 혁신을 정량적으로 파악하고 문서화하려는 네 가지 주요 접근 방식이 있었다. 첫 번째는 1999년 조르디 갈리가 제안하고 2005년 네빌 프랜시스(Neville Francis)와 발레리 A. 래미(Valerie A. Ramey)가 추가로 개발한 것으로, 벡터자기회귀모형(VAR)에서 장기 제약을 사용하여 기술적 충격을 식별하는 것이다. 이는 기술만이 장기 생산성에 영향을 미친다고 가정한다.
두 번째 접근 방식은 수산토 바수(Susanto Basu), 존 펀날드(John Fernald), 마일즈 김볼에서 비롯된다. 그들은 비상수익률 및 불완전 경쟁과 같은 집계적, 비기술적 효과를 통제하면서 증강된 솔로우 잔차를 사용하여 집계적 기술 변화의 척도를 생성한다.
세 번째 방법은 1999년 존 셰아(John Shea)가 처음 개발한 것으로, 연구 개발(R&D) 지출, 특허 출원 건수 등과 같은 관측 가능한 지표를 사용하는 보다 직접적인 접근 방식이다. 이 기술 혁신 측정 방법은 기술만이 장기 생산성에 영향을 미친다는 가정에 의존하지 않으며, 투입 변화에 기반한 산출 변화를 상당히 정확하게 포착하기 때문에 경험적 연구에서 널리 사용된다. 그러나 R&D와 같은 직접 측정 방법에는 한계가 있다. 예를 들어, R&D는 혁신의 투입만 측정하므로 산출과 완벽하게 상관관계가 없을 수 있다. 또한 R&D는 신제품이나 서비스를 개발하는 것과 시장에 출시하는 것 사이의 불확실한 지연을 포착하지 못한다.
미셸 알렉소풀로스(Michelle Alexopoulos)가 구축한 네 번째 접근 방식은 기술 발전을 반영하기 위해 기술 및 컴퓨터 과학 분야에서 출판된 신간 도서의 수를 살펴보는데, 이는 R&D 지출 데이터와 일치하는 것으로 나타났다. R&D와 비교할 때 이 지표는 기술 변화 간의 시차를 포착한다.

## 해결책

### 순 일자리 손실 방지

#### 혁신 금지/거부

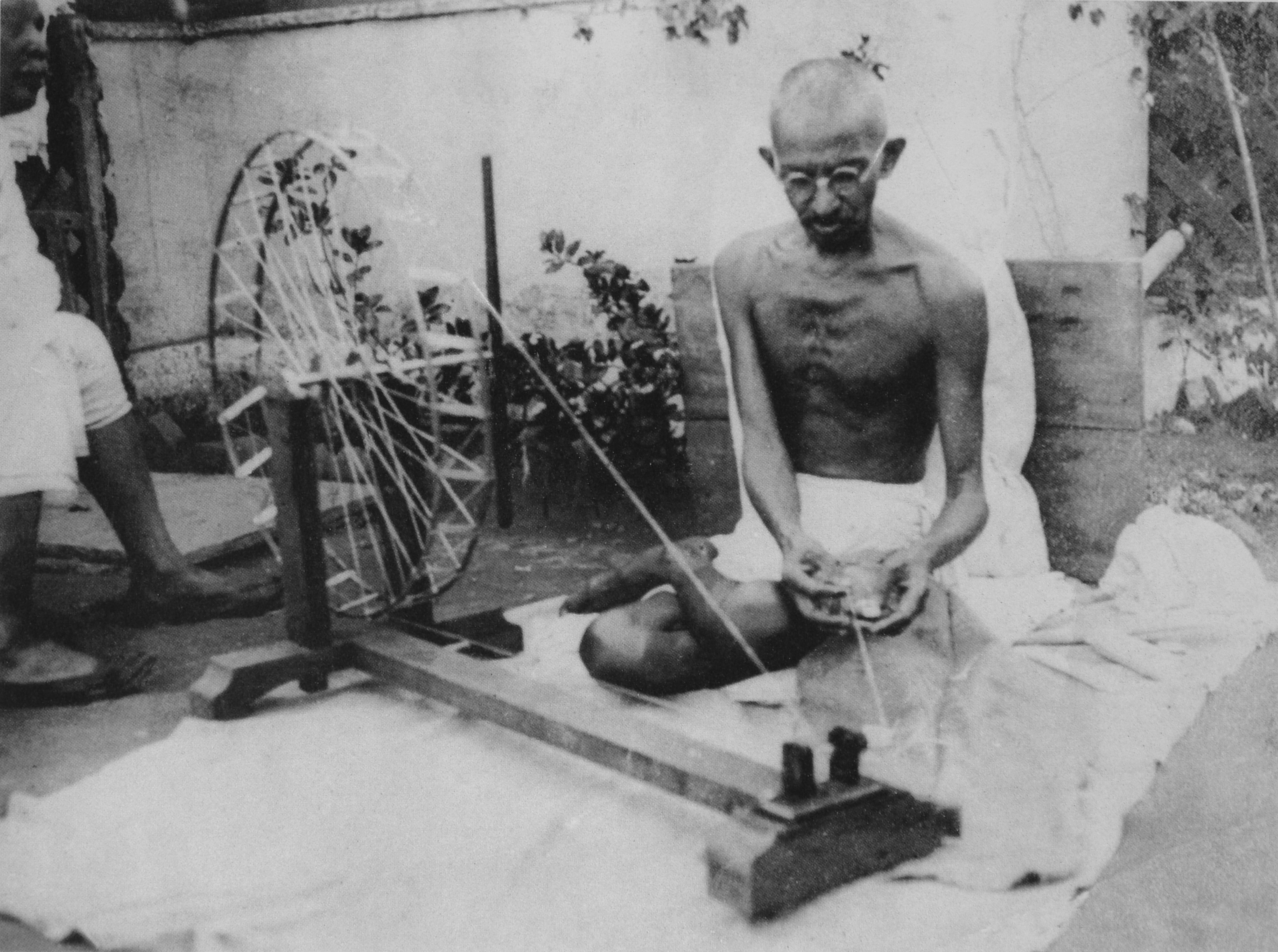
"내가 반대하는 것은 기계에 대한 열광이지, 기계 자체는 아니다. 열광하는 것은 소위 노동 절약형 기계라는 것이다. 사람들은 '노동을 절약'하여 수천 명이 일자리를 잃고 길거리로 내몰려 굶어 죽게 만든다." — 간디, 1924년

역사적으로 혁신은 고용에 미치는 영향에 대한 우려 때문에 때때로 금지되기도 했다. 그러나 현대 경제학이 발전한 이후, 이러한 선택지는 적어도 선진국에서는 해결책으로 고려되지 않았다. 장기적인 기술적 실업에 대해 비관적인 논평가들조차 혁신을 사회에 전반적으로 이로운 것으로 간주하며, 존 스튜어트 밀만이 아마도 서양의 저명한 정치경제학자 중 실업에 대한 가능한 해결책으로 기술 사용을 금지할 것을 제안한 유일한 인물일 것이다.
간디 경제학은 실업이 완화될 때까지 노동 절약형 기계의 도입을 늦출 것을 요구했지만, 이 조언은 인도가 독립한 후 수상이 된 네루에 의해 대체로 거부되었다. 그러나 기술적 실업을 피하기 위해 혁신 도입 속도를 늦추는 정책은 20세기 마오 행정부의 중국에서 실행되었다.

#### 노동 시간 단축
1870년, 평균적인 미국 노동자는 일주일에 약 75시간을 일했다. 제2차 세계 대전 직전에는 주당 약 42시간으로 감소했으며, 다른 선진국에서도 유사한 감소가 있었다. 바실리 레온티예프에 따르면, 이는 기술적 실업의 자발적인 증가였다. 노동 시간 단축은 사용 가능한 노동을 공유하는 데 도움이 되었으며, 당시 혁신이 일반적으로 임금 인상에 기여하고 있었기 때문에 여가 시간을 늘리기 위해 노동 시간을 줄이는 것을 기꺼이 받아들인 노동자들에게 선호되었다.
추가적인 노동 시간 단축은 존 R. 커먼스, 케인스 경, 루이지 파시네티를 포함한 경제학자들에 의해 실업 문제 해결책으로 제안되었다. 그러나 노동 시간이 주당 약 40시간에 도달하자 노동자들은 소득 손실을 막기 위해서나, 많은 사람들이 작업 자체에 참여하는 것을 중요하게 생각하기 때문에 추가적인 단축에 대해 덜 열정적이었다. 일반적으로 20세기 경제학자들은 노동량 오류를 반영한다고 주장하며 실업 문제 해결책으로서 추가 단축에 반대했다.
2014년 구글의 공동 창업자 래리 페이지는 기술이 계속해서 일자리를 대체함에 따라 더 많은 사람들이 고용될 수 있도록 주4일근무제를 제안했다.

#### 공공사업
공공사업 프로그램은 전통적으로 정부가 고용을 직접 늘리는 방법으로 사용되어 왔지만, 이에 대해서는 일부 보수주의자들의 반대가 있었다. 장바티스트 세는 일반적으로 자유 시장 경제학자와 연관되어 있지만, 공공사업이 기술적 실업에 대한 해결책이 될 수 있다고 조언했다. 매튜 포스터터 교수와 같은 일부 논평가들은 공공사업과 공공 부문의 보장된 일자리가 기술적 실업에 대한 이상적인 해결책이 될 수 있다고 조언했다. 왜냐하면 복지 또는 보장된 소득 계획과는 달리 이들은 사람들에게 노동을 통해 얻는 사회적 인정과 의미 있는 참여를 제공하기 때문이다.
저개발 경제의 경우, 공공사업은 보편적 복지 프로그램보다 관리가 더 쉬운 해결책일 수 있다. 부분적인 예외는 인프라 지출인데, 이는 이전에 신자유주의 의제와 관련이 있었던 경제학자들, 예를 들어 로런스 서머스조차 기술적 실업에 대한 해결책으로 권장했다.

#### 교육
성인 기술 훈련을 포함한 양질의 교육 접근성 향상은 적어도 원칙적으로는 정치 스펙트럼의 어느 쪽에서도 반대하지 않고, 장기적인 기술 고용에 대해 낙관적인 사람들조차 환영하는 해결책이다. 정부가 지원하는 교육 개선은 특히 산업계에서 인기가 많다. 그러나 여러 학자들은 교육 개선만으로는 기술적 실업을 해결하기에 충분하지 않을 것이라고 주장하며, 최근 중간 기술에 대한 수요 감소를 지적하고, 모든 사람이 가장 발전된 기술에 능숙해질 수 있는 것은 아니라고 제안한다. 킴 타이팔레는 "부풀어 오른 사회 중산층을 지탱하던 정규분포 곡선의 시대는 끝났다... 교육 자체만으로는 그 차이를 메울 수 없을 것이다"라고 말했다. 한편 2011년에는 폴 크루그먼이 더 나은 교육만으로는 기술적 실업에 대한 불충분한 해결책이 될 것이라고 주장했다.

### 기술적 실업과 함께 살기

#### 복지 급여
다양한 형태의 보조금 사용은 심지어 보수주의자들과 장기적인 일자리 효과에 대해 낙관적인 사람들에게도 기술적 실업에 대한 해결책으로 종종 받아들여져 왔다. 복지 프로그램은 역사적으로 공공사업을 통해 직접 일자리를 창출하는 것과 같은 다른 실업 해결책에 비해 일단 확립되면 더 오래 지속되는 경향이 있었다. 보상 효과를 설명하는 공식적인 시스템을 처음 만들었음에도 불구하고, 램지 맥컬록과 대부분의 다른 고전파 경제학자들은 기술적 실업으로 고통받는 사람들에게 정부 지원을 옹호했다. 왜냐하면 그들은 새로운 기술에 대한 시장 조정이 즉각적이지 않으며, 노동 절약 기술에 의해 대체된 사람들이 항상 스스로의 노력으로 즉시 대안적인 고용을 얻을 수 있는 것은 아니라는 것을 이해했기 때문이다.

#### 기본 소득
몇몇 논평가들은 전통적인 형태의 복지 급여가 기술적 실업이 제기하는 미래의 도전에 대한 대응으로는 부적절할 수 있으며, 대안으로 기본 소득을 제안했다. 기술적 실업에 대한 해결책으로 어떤 형태의 기본 소득을 옹호하는 사람들로는 마틴 포드, 에릭 브리뇰프슨, 로버트 라이시, 앤드루 양, 일론 머스크, 졸탄 이슈트반, 가이 스탠딩 등이 있다. 라이시는 음의 소득세로 구현될 수 있는 기본 소득 도입이 "거의 불가피하다"고까지 말했으며, 스탠딩은 기본 소득이 "정치적으로 필수적"이 되고 있다고 말했다.
2015년 후반부터 핀란드, 네덜란드, 캐나다에서 새로운 기본 소득 시범 사업이 발표되었다. 최근 기본 소득에 대한 추가적인 지지는 여러 기술 기업가들로부터 나왔으며, 가장 저명한 인물은 Y 콤비네이터 사장인 샘 올트먼이다.
기본 소득에 대한 회의론은 좌우 요소를 모두 포함하며, 다양한 형태의 제안이 모든 스펙트럼에서 나왔다. 예를 들어, 가장 잘 알려진 제안된 형태(세금 및 분배를 포함)는 일반적으로 좌파적 아이디어로 생각되며 우파적 사람들은 이를 방어하려고 하지만, 폰 하이에크와 밀턴 프리드먼과 같은 자유지상주의자들조차 다른 형태를 제안했다. 미국에서는 리처드 닉슨 대통령의 1969년 가족 지원 계획(FAP)이 기본 소득과 많은 공통점을 가지고 있었으며, 미국 하원을 통과했지만 미국 상원에서 부결되었다.
기본 소득에 대한 한 가지 반론은 그것이 노동 의욕을 저해할 수 있다는 것이지만, 인도, 아프리카, 캐나다의 오래된 시범 사업의 증거는 이것이 발생하지 않으며, 기본 소득이 낮은 수준의 기업가 정신과 더 생산적이고 협력적인 노동을 장려한다는 것을 보여준다. 또 다른 반론은 지속 가능한 자금 조달이 엄청난 도전이라는 것이다. 마틴 포드의 임금 회수세와 같은 새로운 세수 확보 아이디어가 제안되었지만, 관대한 기본 소득을 어떻게 조달할 것인지는 여전히 논쟁의 여지가 있는 질문이며, 회의론자들은 이를 유토피아적이라고 일축했다. 심지어 진보적인 관점에서도, 너무 낮게 설정된 기본 소득은 특히 다른 형태의 복지 삭감으로 주로 자금이 조달될 경우 경제적으로 취약한 사람들에게 도움이 되지 않을 수 있다는 우려가 있다.
자금 조달 문제와 정부 통제에 대한 우려를 더 잘 해결하기 위한 대안적인 모델은 비용과 통제를 공공 부문이 아닌 민간 부문에 분배하는 것이다. 경제 전반의 기업들은 인간을 고용해야 하지만, 직무 설명은 민간 혁신에 맡겨지고, 개인들은 고용되고 유지되기 위해 경쟁해야 할 것이다. 이는 기본 소득의 영리 부문 유사체, 즉 시장 기반 형태의 기본 소득이 될 것이다. 이는 정부가 고용주가 아니라는 점에서 (기업이 고용주이다) 그리고 "해고될 수 없는" 직원을 두는 측면이 없다는 점에서 일자리 보장과는 다르며, 이는 경제 역동성에 지장을 준다. 이 모델에서 경제적 구원은 모든 개인이 일자리를 보장받는 것이 아니라, 대규모 실업을 피할 수 있을 만큼 충분한 일자리가 존재하고 고용이 더 이상 가장 똑똑하거나 고도로 훈련된 인구의 20%에게만 특권이 아니라는 점이다. 시장 기반 기본 소득의 또 다른 선택지는 경제 및 사회 정의 센터(CESJ)에 의해 "더 큰 정의를 가진 제3의 길"의 일부로 제안되었다. 캐피탈 홈스테드 법이라고 불리는 이 법은 제임스 S. 알버스의 인민 자본주의를 연상시킨다. 이는 신용 창출과 증권 소유가 중앙 집중식 또는 엘리트 메커니즘을 통해 흐르거나 집중되지 않고 개인에게 널리 직접 분배된다는 점에서 유사하다.

#### 기술 자산 소유권 확대
좌우 정치 스펙트럼에 쉽게 속하지 않는 몇 가지 해결책이 제안되었다. 여기에는 로봇 및 기타 생산 자본 자산의 소유권 확대가 포함된다. 기술 소유권 확대는 제임스 S. 알버스, 존 랜체스터, 리처드 B. 프리먼 및 노아 스미스를 포함한 사람들이 옹호해왔다.
재런 러니어는 다소 유사한 해결책을 제안했다. 일반 사람들이 정기적인 인터넷 서핑 및 기타 온라인 활동으로 생성하는 나노 페이먼트를 받는 메커니즘이다.

#### 포스트 희소성 경제를 향한 구조적 변화
자이트가이스트 운동(TZM), 비너스 프로젝트 (비영리 단체)(TVP)뿐만 아니라 다양한 개인과 조직들은 사람들이 자동화 가능하고 단조로운 일자리에서 '해방'되는, 즉 일자리를 '잃는' 것이 아닌 포스트 희소성 경제 형태를 향한 구조적 변화를 제안한다. TZM이 제안하는 시스템에서는 모든 일자리가 자동화되거나, 사회에 진정한 가치를 가져다주지 않아 폐지되거나(예: 일반적인 광고), 더 효율적이고 지속 가능하며 개방적인 과정과 협력을 통해 합리화되거나, 강제 또는 금전적 이득과 반대로 이타주의와 사회적 관련성에 기반하여 수행된다. 이 운동은 또한 사람들에게 주어지는 자유 시간이 창의성, 발명, 공동체 및 사회적 자본의 르네상스를 가능하게 하고 스트레스를 줄일 것이라고 추측한다.

### 기타 접근법
기술적 실업의 위협은 때때로 자유 시장 경제학자들에 의해 공급 측면 개혁의 정당성으로 사용되어, 고용주가 노동자를 고용하고 해고하는 것을 더 쉽게 만들었다. 반대로, 이는 또한 직원 보호를 강화하는 이유로도 사용되었다.
로런스 서머스를 포함한 경제학자들은 여러 가지 대책이 필요할 수 있다고 조언했다. 그는 조세 피난처, 은행 비밀 유지, 자금 세탁, 규제 차익 거래와 같이 막대한 부를 가진 사람들이 세금을 회피하고, "엄청난 사회적 기여" 없이 막대한 부를 축적하는 것을 어렵게 만드는 "수많은 장치"를 해결하기 위한 강력한 협력 노력을 권고했다. 서머스는 독점 금지법의 보다 강력한 시행, 지적 재산에 대한 "과도한" 보호 축소, 노동자들에게 이익이 되고 부 축적에 참여할 수 있도록 하는 이윤 공유 제도의 더 큰 장려, 단체 교섭 협정 강화, 기업 지배 구조 개선, 금융 활동에 대한 보조금을 없애기 위한 금융 규제 강화, 부동산 가치를 계속 높일 수 있는 토지 사용 제한 완화, 청년들을 위한 더 나은 훈련 및 실업자를 위한 재훈련, 에너지 생산 및 운송과 같은 인프라 개발에 대한 공공 및 민간 투자 증대를 제안했다.
마이클 스펜스는 기술의 미래 영향에 대응하려면 기술이 시작한 전 세계적인 힘과 흐름에 대한 자세한 이해가 필요할 것이라고 조언했다. 이에 적응하려면 "사고방식, 정책, 투자(특히 인적 자본에 대한), 그리고 아마도 고용 및 분배 모델의 변화가 필요할 것"이라고 덧붙였다.

## 같이 보기
- 무인 자동차
- 와해성 기술
- 인더스트리 4.0
- 미래학
- 역사적 유물론
- 산업사회
- 기술적 특이점
- 테크노포비아
- 노동 시간